# مهرجان الجزائر الدولي للسينما 2017
مهرجان الجزائر الدولي للسينما 2017  مهرجان للسينما وقع برياض الفتح في الجزائر عام 2007م. تضمن الطبعة 8 عرض 18 فيلما بين روائي ووثائقي للمنافسة، من بينها 9 أفلام روائية تمثل 12 بلدا من إفريقيا وأوروبا وآسيا وأمريكا، تم اختيارها للمشاركة في المهرجان المخصص  للفيلم الملتزم.